# 夢がMORI MORI
『JOCX-TV PRESENTS 夢がMORI MORI』（ジェイ・オー・シー・エックス・ティーヴィープレゼンツ ゆめがモリモリ）は、1992年4月18日から1995年10月14日までフジテレビ系列局で土曜日に放送されていたフジテレビ制作のバラエティ番組である。通称「夢MORI」、「MORI MORI」。松下電器産業（現・パナソニック）の一社提供。放送時間は毎週土曜23:30 - 翌0:00（日本標準時）。

## 概要
番組タイトルは、司会の森脇健児と森口博子、そして当時SMAPのメンバーだった森且行の3人の名前頭文字に由来する。
山形県では、当時フジテレビ系列に属していた山形テレビで同時ネットで放送されていたが、1993年4月に同局がフジテレビ系列からテレビ朝日系列（フルネット局）へネットチェンジしたため、以後はTBS系列のテレビユー山形で遅れネットで放送していた。
番組は、1995年10月14日放送分をもって約3年半に及ぶ歴史に終止符を打った。最終回は15分拡大スペシャルで締めくくり、過去のVTRをまとめた総集編を放送した。なお、メイン出演者がスムーズにゴールデン・プライムタイムへ昇格した他のPanasonic枠の歴代番組とは異なり『SMAP×SMAP』開始まで半年のブランクが発生している。これは、フジテレビが、1995年10月より引き続きSMAPをメインとするバラエティ番組を開始させる計画だったところ、当時の自社制作枠に空きが無く、実現しなかったためである。
前番組と同様に番組のメイン出演者がパナソニックの製品CMに出演しており、当番組ではSMAPが電話機器「おたっくす」と「ででんのでん」などのCMに出演していた。

## 主なコーナー・企画
- スーパーキックベース
  - 本番組を代表する企画。詳細は後述する。
- ミュージカルコント　音松くん
  - 番組初期のレギュラーコントで、漫画『おそ松くん』のパロディでもある。
  - ダンスのインストラクター「音　博子」（森口博子）と彼女の弟である「六つ子」（SMAP）、そして彼らの友人である「夢　森子」（森脇健児）らのドタバタを描いている。

### スーパーキックベース
出演者たちによるチームがキックベースで対戦するコーナーで、当時ブームになった。
これはセカンドベースの無い三角ベースで、ホームベースの位置からバットで球を打つ代わりに、打者がピッチャーが転がしてくるボール（だいたい4号バレーボール大）を（助走はラインよりはみ出ない範疇でOK）ピッチャーを含む5人の野手に向かって蹴飛ばし、その打球によって展開するというものだった。基本的には野球と同じルールだったが、ベース上にいないランナーにボールをぶつければランナーはアウトという、このゲームならではのルールも設けられていた（番組の実況では「ドッジボール殺法」と呼ばれていた）。
このコーナーの収録は、前期には川崎球場で、後期には千葉マリンスタジアムで行われていた。

#### 主な選手
- レギュラーメンバーのうち、苗字に「森」の付く森脇健児、森口博子、森且行、森川美穂、森末慎二の5人が「MORI MORI DREAMS」というチームを結成して参戦していた。時に大森うたえもんや森川正太などの助っ人も参戦していた。
- 背番号は森脇が02、森口が1、森末が2、森が3、森川美穂が4、大森ゆかりが5、森川由加里が6、森川正太が7、大森が18などだった。また、代理で益子直美（背番号8）が出るなどしていた。
- ピッチャーはおおむね森口で、打撃時にはバントならぬ「チョロキック」を得意としていた。また、森は主砲で本塁打を量産。森脇は外野で俊足を生かした好プレーを見せるなど、実力も高いチームであった。
- 基本的なポジションは、投手・森口、内野は一塁・森川（あるいは大森・森川などの女性ゲスト）と三塁・森末（あるいは森川・大森などの男性ゲスト）、外野はライト・森脇とレフト・森のコンビという布陣であった。
- 基本的な打順は1番森脇、2番森口、3番森、4番森末（男性メンバー）、5番森川（女性メンバー）で、足の速い森脇が出塁し、森口がチョロキックでチャンスを広げ、主砲の森が本塁打や長打で一気に得点するケースが多々見られた。
- 対戦相手はほとんどが芸能人や格闘家などで、彼らが5人1組のチームを結成し（大体フジテレビの番組単位でのチーム結成が多かった[注 2]）、DREAMSに挑んでいた。時々、一般公募のチームも参加するリーグ戦を行っていた。
- 陣内誠（後にスタジオアルタ代表取締役専務）が身軽なデブと称してプレー。グランドを駆け巡った。

#### チョロキックの名前の由来
チョロキックとはキックベースにおけるバントのことである。これは、中野英雄がドラマ『愛という名のもとに』がらみで出演した時にバントでチョロっとボール蹴ったことと、同ドラマにおける中野の「チョロ」という役名にちなんで名づけられた。

#### 2週1試合またはCMを挿んでの試合展開
番組の放送時間の関係上、同点で決着が付かずに延長戦にもつれ込む場合には、2週1試合またはCMを挿んでの試合展開になることもあった。また、中期と末期には試合終了後の選手のインタビューをカットする等、スピード感が溢れる体裁になった。

#### 主審
主審は主に三遊亭小遊三が務めた。小遊三がスケジュールの関係で審判ができない時には、竹井輝彦が代理で担当した。

#### 復活企画
『SMAP×SMAP』の2006年4月3日オンエアのスペシャルで、11年ぶりの復活試合が行われた。この試合ではSMAPチームが敗れた場合には、この番組での持ちネタだった音松くんに扮するという罰ゲームが科せられていたが、SMAPチームが勝利。しかし、観客から見たいという要望が多かったことと、木村拓哉が観客からの要望に前向きだったことから、結局メンバーは音松くんに扮することになり、同年5月1日の放送でその様子がオンエアされた。

## 出演者
- 森脇健児
- 森口博子
- SMAP
  - 中居正広
  - 木村拓哉
  - 稲垣吾郎
  - 森且行
  - 草彅剛
  - 香取慎吾
- 赤坂泰彦 - 初期には顔出しせず、中期から番組進行役として顔出し出演するようになった。
- 森川美穂 - 1993年11月から1994年6月まで出演。
- 森川正太
- 森末慎二
- 大森うたえもん
- 竹井輝彦

## スタッフ
- 構成：鶴間政行、野中浩之、有川周一、安達元一、鈴木おさむ、村雲一元、岡本虫三、舘川範雄、手塚通
- 音楽：上阪伸夫
- 振付：五十嵐薫子（後の香瑠鼓）
- 美術制作：永本允
- デザイン：石森慎司、瀬下有紀子
- 美術進行：大野恭一郎、伊藤則緒
- 大道具：高縁修
- 装飾：高野城二
- 持道具：市橋理恵
- 衣裳：城戸政人
- メイク：春山輝江
- かつら：芝口有希、岡野加奈子
- 電飾：井野岡利保
- アクリル装飾：渋谷哲也
- 視覚効果：浅田雅美
- 生花装飾：西木景子
- 植木装飾：須田信治
- アートフレーム：江尻正
- 特殊美術：佐藤むさく
- ファッションコーディネート：木下勝之（後の木下克之）
- スタイリスト：六十苅ゆり、大川順子、伊藤タツヒロ
- タイトル：岩崎光明
- CG（コンピューターグラフィック）：近藤研策、岩下みどり、山本晋士
- CG協力：LUDENS
- 技術：共同テレビジョン
- TD（テクニカルディレクター）：佐々木信一
- CAM（カメラマン）：原田延隆
- AUD（音声）：竹林伸
- VE（ビデオエンジニア）：竹内貴志
- 照明：植松良友、岸本直樹（FLT）
- 音響効果：来代直、佐藤雅彦
- 編集：二口清隆、吉岡英輝
- MA（マルチオーディオ）：高橋享一、鈴木重一、石村高明
- TK（タイムキーパー）：長井千鶴
- 編成：水口昌彦（前 - 中期）→斎藤秋水（後期）
- 広報：小笠原恵美子
- アシスタントディレクター：黒木彰一・近藤真広（後期）
- ディレクター：八百板慎一、伊戸川俊伸、印田弘幸
- プロデューサー：佐藤義和（1992年4月 - 1994年9月、同年10月以降は制作）
- プロデューサー・総合演出：荒井昭博（プロデューサー兼任は1994年10月以降）
- 制作協力：第一プロダクション、松竹芸能、ジャニーズ事務所（第一プロダクションのみクレジット表示）
- 制作：フジテレビ第二制作部（現・バラエティ制作センター）
- 制作著作：フジテレビ

## テーマソング
「夢がMORI MORI」
作詞：秋元康 / 作曲：松本俊明 / 編曲：樫原伸彦 / 歌：森口博子
2015年より埼玉西武ライオンズの森友哉選手の打席登場曲として採用される。
「スピード」
作詞：西脇唯 / 作編曲：奥居香 / 歌：森口博子
「ホイッスル」
作詞：森口博子、西脇唯 / 作編曲：奥居香 / 歌：森口博子
「Let's Go!」
作詞：Dual Dream / 作曲：Dual Dream / 歌：森口博子 & Dual Dream
「LUCKY GIRL〜信じる者は救われる〜」
作詞：広瀬香美 / 作曲：広瀬香美 / 歌：森口博子
「もっとうまく好きと言えたなら」
作詞：渡辺なつみ / 作曲：太田美知彦 / 歌：森口博子
「恋していれば大丈夫」
作詞：高橋研 / 作曲：広瀬香美 / 編曲：米光亮 / 歌：森川美穂
「あなたのそばにいるだけで」
作詞：渡辺なつみ / 作曲：田原音彦 / 歌：森口博子
「あなたといた時間」
作詞：西脇唯 / 作曲：西脇唯 / 歌：森口博子
「$10」
作詞：林田健司、森浩美 / 作曲：林田健司 / 編曲：CHOKKAKU /  歌：SMAP
「がんばりましょう」
作詞：小倉めぐみ / 作曲・編曲：庄野賢一/  歌：SMAP
「たぶんオーライ」
作詞：小倉めぐみ / 作曲：庄野賢一 / 編曲：庄野賢一 /  歌：SMAP

## ライブビデオ
「夢がMORI MORI Special Live」
VHSビデオ、1993年10月6日発売、ビクターエンタテインメント
「夢がMORI MORI Super Live」
VHSビデオ、1994年5月21日発売、ビクターエンタテインメント